# Rupia indonesia
La rupia indonesia (en indonesio: rupiah) es la moneda oficial de Indonesia. Su control y emisión están a cargo del Banco de Indonesia. Su código ISO 4217 es IDR y se divide en 100 sen. Su símbolo, utilizado en todas las monedas y billetes, es Rp. El nombre deriva de la unidad monetaria india. De manera informal muchos indonesios se refieren a la rupia como perak, que en indonesio significa "plata". En las islas Riau y la mitad indonesia de la isla de Nueva Guinea (Irian Barat) utilizaron su propia rupia (Rupia de Riau y Rupia de Nueva Guinea occidental), sin embargo en 1964 y 1971 respectivamente se unieron a la moneda nacional.

## Historia

### 800-1942 Dinero javanés, chino y holandés
Los primeros objetos utilizados como monedas encontrados en Indonesia datan de la época de la dinastía budista de Sailendra, en el siglo IX; se siguieron fabricando hasta el siglo XII massa de oro y kupang de plata. Durante este periodo también se utilizaron los mutisalah, cordeles con abalorios de origen indo-pacífico fabricados durante el imperio Srivijaya. Su origen está en la isla de Sumatra, pero con el tiempo se expandieron a Borneo, Java y al resto de las islas orientales en el siglo XIII. En las islas orientales se conservaban estos abalorios como reliquias familiares, y en su lugar utilizaban los mismos objetos pero de origen chino. El imperio Majapahit se hizo fuerte en Java y Sumatra desde finales del siglo XIII, y empezaron a mantener contactos comerciales con los chinos. Estos últimos hacían sus intercambios entregando monedas de cobre con agujeros cuadrados, conocidas como cash. Poco después en Indonesia se imitaron este tipo de monedas utilizando estaño o plomo.
Cuando los europeos empezaron a llegar a Indonesia, trajeron consigo monedas de oro portuguesas y venecianas, así como reales de plata castellanos, mexicanos, peruanos y bolivianos, las cuales se convirtieron en la principal moneda de intercambio en todo el archipiélago durante varios siglos. La Compañía Holandesa de las Indias Orientales (en adelante, VOC) se aseguró el monopolio para comerciar en las Indias en 1600. Bajo la dirección de Jan Pieterszoon Coen, la VOC se hizo con el gobierno de la zona de Batavia, la capital javanesa, con un área de influencia que se incrementó con el tiempo y que se expandió eventualmente con las conquistas holandesas hasta el siglo XX hasta incluir lo que más o menos hoy forma Indonesia.
En el siglo XVII, la VOC importaba principalmente monedas de plata en forma de pequeñas monedas de 1, 2 y 6 stuivers, así como reales castellanos y monedas holandesas de intercambio. Esto generó un pequeño cambio vendiendo estaño a las cecas locales, ya que normalmente no lo producían ni lo importaban. Debido a una reducción en el suministro de estaño en 1724 la VOC empezó a acuñar sus propias monedas de cobre, llamadas duits, que eran marcadas con sus siglas. Estas monedas se acuñaron en seis provincias de los Países Bajos y se importaron en grandes cantidades durante los siglos XVIII y XIX. También se acuñaron monedas de plata, pero se importaban sobre todo monedas españolas y holandesas, que tenían un valor mayor en las Indias. A pesar de que la mayoría de la moneda se importaba, principalmente la plata, también se acuñaron algunas emisiones locales de oro y plata durante los siglos XVIII y XIX.
El primer billete de papel apareció con la formación del De Bank Courant en Bank van Leening en 1752. Se emitieron distintos lotes durante los siguientes sesenta años, pero todos tendieron a perder su valor con el tiempo debido a la escasez de moneda para respaldar el papel.
En 1800 la VOC fue a la bancarrota y los territorios nacionalizados por el gobierno de entonces, la República Bátava, y que había acuñado sus propios duits, empezó a emitir florines en 1802. Entre 1814 y 1840 se acuñó un gran número de duits en Surabaya, a la vez que se importaba plata desde los Países Bajos. En 1854 el florín de las Indias Holandesas se decimalizó, el céntimo sustituyó al duit y se introdujo una nueva serie que iba desde el ½ céntimo al ¼ de florín, todas acuñadas en Holanda. Las denominaciones más altas (½, 1 y 2½ florines de plata, y 5 y 10 florines de oro) se importaron de los Países Bajos y circularon junto a las emisiones locales. Esta serie de monedas se siguió utilizando incluso después de la independencia en 1945.
El gobierno intentó frenar la inflación de los billetes de papel con una emisión de bonos del estado en 1815, que se retiraron de la circulación el 30 de junio de 1861. El De Javasche Bank (en adelante, DJB), banco central de las Indias Holandesas y fundado en 1828, tendría una regulación mucho más estricta que los bancos anteriores y logró mantenerse solvente.

### 1942-1949. Invasión japonesa e independencia indonesia: el comienzo de la hiperinflación

#### Invasión japonesa
En 1942, los japoneses invadieron las Indias Holandesas tomando el control de todo el país, y Nueva Guinea en marzo del mismo año. En sus barcos transportaban sus propias emisiones del dinero local, el florín. Liquidaron todos los bancos privados, incluido el DJB, y anuló todas las obligaciones de deudas. Los billetes emitidos en nombre del Gobierno japonés (De Japansche Regeering) empezarían a ser de curso legal desde marzo de 1942 (aunque los billetes existentes conservaban su valor). Sus denominaciones iban desde el céntimo a los 10 florines.
Se suponía que el dinero japonés tenía el mismo valor que el antiguo dinero holandés, sin embargo, los japoneses pronto empezaron a imprimir una cantidad excesiva de dinero, por lo que se inició un rápido proceso de hiperinflación que llevó a la gente a atesorar los antiguos florines neerlandeses. Al terminar la II Guerra Mundial, los japoneses habían incrementado de una manera excesiva el suministro de papel moneda, el cual iba de los 230 millones de florines antes de la guerra, a los varios billones cuando finalizó esta. Esto, sumado a las acciones que tomó la administración holandesa después de la guerra, causaron una inflación masiva y dañaron seriamente la estabilidad y la economía del país.
Conforme la ocupación continuaba, en 1944 los japoneses determinaron que sus intereses estratégicos a largo plazo se conseguirían mejor exaltando el nacionalismo indonesio, por lo que se emitió una segunda serie de billetes impresos en indonesio. Estas series estaban denominadas en roepiah.
El nuevo gobierno indonesio continuó utilizando los billetes existentes hasta que imprimieron su propio dinero en 1946, mientras que a comienzos de año se siguieron imprimiendo billetes en algunas partes del este de Indonesia, donde los nacionalistas aún no habían tomado el control. Esta acción era una medida provisional hasta que los neerlandeses restablecieran su administración a lo largo de las dispersas islas.

#### Reocupación aliada/holandesa
El gobierno holandés, exiliado en Londres, había estado haciendo preparativos para cuando finalizase la guerra, después de la cual esperaban recuperar el control de sus colonias. Para ello, en reconocimiento de las condiciones financieras alteradas bajo las que se estaba debatiendo, se anticipó que se necesitaría una acción gubernamental en vista a la debilitada posición en que había quedado el DJB, el cual había estado emitiendo billetes con anterioridad.
En diciembre de 1942 se encargaron los nuevos billetes a la empresa estadounidense Security Bank Note Printing Company. Los billetes estaban fechados en marzo de 1943 y encabezados con la leyenda Nederlandsch-Indische Gouvernementsgulden, junto con textos en indonesio que indicaban la denominación en roepiah. Las denominaciones iban desde los 50 sen a los 500 florines.
Al finalizar la guerra, la Administración Civil de las Indias Holandesas (en adelante, NICA) empezó a retomar el control de los antiguos territorios. Empezó a emitir un florín propio fechado en 1943, primero en Nueva Guinea en 1944, y posteriormente en las islas Molucas y Borneo, las cuales habían sido tomadas antes de la rendición japonesa el 14 de agosto de 1945. En las zonas bajo el control de la NICA, el dinero holandés emitido antes de la guerra fue desmonetizado. A pesar de que la NICA solo controlaba las zonas exteriores de Indonesia, su autoridad para establecer el valor del dinero estaba limitada por la precaria situación económica de la administración y de los propios Países Bajos. Como promesa, la NICA volvió a autorizar la circulación de los billetes por debajo de 10 florines impresos antes de la guerra, y los billetes de más valor no se volverían a poner en circulación para reducir el efecto inflacionario de tener dinero de antes de la guerra circulando junto a las emisiones propias de la NICA.
Con la rendición de los japoneses, los aliados le dieron a la administración el control oficial de todas las instituciones del país, y el DJB, que había sobrevivido mejor de lo esperado a la guerra, se reincorporó en sus funciones el 10 de octubre de 1945. 
Aunque los aliados introdujeron el florín de la NICA en Borneo y el este de Indonesia, la transición al control holandés no se desarrollaría sin problemas en las islas principales de Java y Sumatra, ya que los aliados solo se hicieron con el control de unos pocos enclaves costeros, donde aún existían grandes cantidades almacenadas de dinero japonés.
El uang merah o "dinero rojo" (los billetes de 10 rupias eran rojos) hizo frente al principio de la oposición nacionalista de que el dibero debía ser emitido por los neerlandeses, molestos por el hecho de que a pesar de las intenciones declaradas para adoptar una posición menos colonial tras la guerra, los billetes se habían impreso en holandés y con un gran retrato de la reina Guillermina.
Cuando el dinero de la NICA apareció por primera vez en Java, Sukarno proclamó un decreto el 2 de octubre de 1945 para declarar este dinero ilegal. Sin ningún tipo de control necesitado para emitir dinero de forma efectiva, los neerlandeses determinaron que sería desaconsejable emitir dinero de la NICA en las ciudades de Java y Sumatra, por lo que prohibió su importación.
Con los japoneses aún actuando como gobiernos locales en Java y Sumatra, la NICA vio necesario preservar el valor del dinero japonés tanto como pudiera, ya que era el único medio de pagar los gastos incurridos en mantener el orden. En muchos casos, los japoneses se dedicaban simplemente a imprimir más dinero, por lo que el dinero en circulación continuaba incrementándose rápidamente. En febrero de 1946, se gastaron 2 billones de los 2,5 billones incautados en las imprentas estatales, una gran suma en comparación con los 500 millones de florines que había en circulación antes de la guerra.
Debido al cada vez menor suministro de dinero, a la destrucción de las planchas de impresión en las principales imprentas y la inquietud entre las fuerzas europeas por ser pagadas con dinero japonés, lo que hizo caer el valor del dinero constantemente y tener que volver a emitirse el florín de la NICA el 6 de marzo de 1946. Los billetes de 5 florines e inferiores circularon para mantener su validez, y el dinero japonés se cambiaba a una tasa de 33 a 1.
Esta medida enfureció a los indonesios, que impusieron una sentencia de 5 años de prisión a quien utilizara los florines de la NICA. Un brazo armado independiente llegó incluso más lejos, ejecutando a la gente que llevase el dinero y exhibiendo sus cuerpos en público con el dinero clavado en ellos.
Debido a las dificultades asociadas al uso del dinero, el suministro de comida y bienes básicos desde el interior republicano era escaso y el dinero de la NICA había caído a un valor del mercado negro en junio de 1946 de 10 florines japoneses (que todavía era la moneda preferida para realizar pagos en Java) a pesar de los esfuerzos de los neerlandeses para reforzar la tasa de cambio.

#### La primera rupia indonesia en Java
Aunque el gobierno republicano se opuso firmemente al uso del florín de la NICA, viendo que era una herramienta importante para luchar contra los neerlandeses, se consideró ligeramente la emisión de una moneda indonesia propia. Después de que se introdujera el florín de la NICA el 2 de octubre, al día siguiente, tanto el dinero japonés como los florines anteriores al establecimiento de la NICA se declararon de curso legal en la República, con el mismo valor a pesar de haber una gran cantidad de dinero japonés en circulación, lo que reflejaba el hecho de que el dinero holandés ya no estaba respaldado por reservas de oro, ya que éstas se evacuaron al comienzo de la guerra.
Los británicos aconsejaron a los indonesios que crear una nueva moneda sería un suicidio político y financiero, sin embargo su decisión ya estaba tomada. Los primeros billetes, fechados en 1945, estaban en preparación cuando todos los trabajos y el dinero indonesios fueron requisados por los aliados (entre quienes se encontraban los británicos, encargados de restablecer el orden) en su asalto a Yakarta en enero de 1946.
Las planchas de impresión sobrevivieron al ataque, y con la decisión final holandesa de introducir el florín de la NICA en Java (considerado como un acto ofensivo) en marzo de 1946, los indonesios, incitados por la medida, presionaron con las reimpresiones a la vez que el suministro del dinero japonés disminuía en las cajas fuertes de los bancos de las ciudades que controlaban los neerlandeses (aproximadamente 500 millones de roepiah japonesas).
Con los pocos recursos que tenían los indonesios, unidos a los de los neerlandeses, y solo con la pequeña imprenta G. Kolff & Co. Malang a su disposición para imprimir dinero, la fabricación de billetes llevaría varios meses, hasta julio de 1946. El gobierno republicano declaró que el nuevo banco central de Indonesia sería el Bank Negara Indonesia, establecido el 5 de julio de 1946 ocupando las oficinas del DJB en Yogyakarta, baluarte de la República.
En consecuencia, se proclamó por decreto de 3 de octubre de 1946 la emisión de la primera rupia indonesia. A principios de año, el dinero japonés había sido un medio de transmisión vital para transportar bienes a los enclaves neerlandeses, sin embargo, el decreto llevó la situación a su fin: todo el dinero japonés tenía que depositarse en bancos de la República hasta el 30 de octubre de 1946, pudiendo los depositantes declarar la procedencia del dinero, se les entregaría un nuevo Oeang Republik Indonesia (ORI) con una tasa de cambio de 50 rupias japonesas a 1 rupia ORI. Las deudas pendientes se revaluaron de acuerdo a su fecha de origen, con deudas surgidas antes de 1943 (antes de la inflación inducida por los japoneses) se cambiarían a la par; deudas contraídas entre 1943 y 1945 a 20:1; y el resto de deudas hasta el año en curso a 50:1.
Esta política deflacionaria se derivaba del modelo del Geldzuiverig holandés, creado por el ministro de economía Pieter Lieftinck. Al igual que en los Países Bajos, cada ciudadano podía utilizar una rupia para impulsar la circulación de la nueva moneda. El dinero no depositado después de octubre se declaró nulo.
Se decía que una nueva rupia equivalía a medio gramo de oro, una tasa similar a la del dinero holandés anterior a la guerra, aunque no estaba respaldada por reservas de metales, sino que era una mera proclamación de poder adquisitivo. Debido al temor generado porque el dinero depositado no sería devuelto, hubo un pánico general en la compra de bienes básicos los días siguientes a la publicación del decreto, por lo que los precios de los alimentos (en dinero japonés) se incrementaron hasta treinta veces, creciendo por otro lado la tasa de cambio del florín de la NICA en el mercado negro de 120 a 1.
Con el fin del dinero japonés en el principal reducto republicano de Java, los neerlandeses se vieron obligados a actuar, finalizando el cambio de dinero japonés el 30 de octubre de 1946, para evitar una cantidad exagerada de dinero japonés sin cambiarse y que se estaba adquiriendo para cambiarlo a florines de la NICA.
Llegados a este punto, en Java circulaban dos monedas: el florín de la NICA fechado en 1943 en las zonas controladas por los neerlandeses, y la rupia ORI de 1945 en los enclaves indonesios. La resistencia indonesia se vio seriamente fragmentada, sobre todo en las pequeñas aldeas rurales, donde perdió la facultad de abastecer de dinero a lo largo de su existencia, por lo que el dinero japonés siguió utilizándose en Banten, Java occidental así como en toda Sumatra.
Nunca se estableció una tasa de cambio oficial entre el florín de la NICA y la rupia indonesia, pero con el apoyo popular que se le daba a la moneda indonesia, 1 rupia ORI se valoró en 5 florines de la NICA al principio. Sin embargo, la moneda se despreció rápidamente, cayendo a los 2 florines en una semana a la vez que el mercado crecía; al final de 1946 se cambiaba a la par. En marzo de 1947, su valor cayó al medio florín y en julio a 30 céntimos. Esta inflación la causó el gobierno republicano, que estaba imprimiendo dinero para hacer frente a sus obligaciones que eran mayores que sus ingresos. En enero de 1947, se imprimieron 310 millones de rupias solamente en Java, la mitad de todo el dinero impreso antes de la guerra.
Debido a la poca capacidad del gobierno para imprimir, se centró en la impresión de billetes de 100 rupias. La poca existencia de billetes de 100 rupias valían menos que una combinación de billetes pequeños. Además, la creciente falsificación solo sirvió para aumentar la inflación del dinero indonesio.
Debido a las leyes decretadas para prohibir el aprovisionamiento de bienes básicos, no se pudo mantener la confianza en la rupia. En Yakarta, el dinero indonesio valía mucho menos que en ninguna otra parte del país, como consecuencia de la demanda de bienes con precios en florines de la NICA. Los intentos de los republicanos para mantener el valor del dinero indonesio (que había estado respaldado por el suministro del arroz desde el interior de Java) pudo frenar un poco, pero no parar, su declive. Durante los años de la revolución indonesia se emitieron tres series de billetes desde Yogyakarta: dos solamente en 1947 y otra más limitada en 1948.

#### Dinero holandés: 1947-1949
Los neerlandeses crearon una nueva moneda desde julio de 1947 denominada en florines y roepiah a cargo del DJB. Estos billetes se fecharon en 1946 y consistían en denominaciones de 5 (violeta), 10 (violeta), y 25 (rojo) florines. El suministro de estos billetes pronto se agotó y la administración remonetizó todo el dinero emitido por el gobierno y el DJB anterior a la guerra. Esto causó un incremento de la mitad del total de dinero en circulación desde 1947 a 1949. La administración también emitió monedas de bronce y plata en las denominaciones originales anteriores a la guerra, acuñadas entre 1943 y 1945 en Estados Unidos, pero debido a la inflación, las monedas no eran más que chatarra y muchas se fundieron para fabricar utensilios. Como resultado, se emitieron también bonos del tesoro desde el 1 de diciembre de 1947 en denominaciones de 10 y 25 sen. Estos billetes tuvieron éxito porque eran propiamente indonesios y continuaron utilizándose incluso después de la independencia hasta 1951, cuando Indonesia acuñó sus primeras monedas.

#### Billetes locales de la República de Indonesia: 1947-1949
El gobierno republicano nunca tuvo el control efectivo sobre la isla de Java por lo que desde 1947 se legisló para que el 26 de agosto de 1947 los puestos de avanzada regionales de Sumatra y Java pudieran emitir su propio dinero y sustituir el dinero japonés, con un cambio a la verdadera rupia ORI estudiado cuando la paz lo permitió, en parte para impedir la circulación del florín de la NICA. Al menos treinta ciudades y distritos distintos de Sumatra emitieron su propio dinero, y en Java una docena, empezando por Banten en diciembre de 1947. Los billetes tienen marcado el lugar de emisión y los diseños eran diferentes a los del dinero nacional.

### 1949-1958: Reconocimiento de la independencia y nueva rupia indonesia

#### 1950-1952. Reconocimiento de la independencia indonesia. Banco Central: De Javasche Bank
En noviembre de 1949, en la mesa redonda holandesa-indonesia celebrada en La Haya, se negociaron la paz y el reconocimiento de la independencia del Estado indonesio, como Estados Federados de Indonesia (Republik Indonesia Serikat), una federación compuesta por la República de Indonesia (Java y Sumatra), junto a otros quince estados. Pero el 15 de agosto de 2005, los neerlandeses reconocieron la fecha oficial de la independencia de Indonesia el 17 de agosto de 1945, día en que se proclamó la independencia. A través del ministro de asuntos exteriores, los neerlandeses pidieron disculpas por los hechos acontecidos entre 1945 y 1949.
Como parte del acuerdo, los Países Bajos mantendrían la influencia económica sobre la república hasta que Indonesia hubiera pagado la deuda acumulada por la NICA en la guerra contra Indonesia. Se acordó que el banco privado holandés De Javasche Bank se restauraría como banco central de Indonesia, a pesar de los resentimientos entre los nacionalistas indonesios. Por lo tanto, el DJB se estableció finalmente como un banco de desarrollo.
En junio de 1950 se emitió una breve serie de billetes en nombre de la Republik Indonesia Serikat, en denominaciones de 5 y 10 rupias. Sin embargo, con la incorporación de nuevos estados a la República de Indonesia entre marzo y abril de 1950, el 17 de agosto del mismo año hubo una declaración formal para crear una única República, por lo que estos billetes tuvieron un corto periodo de circulación.

#### El "corte" de Sjafruddin
La nueva federación indonesia decidió domicializar el dinero circulante (debido al tratado que obligaba al gobierno a aceptar el florín de la NICA como medio de pago legal) que alcanzó los 3,90 billones de rupias. Una apabullante variedad de dinero seguía en circulación, que incluía rupias indonesias (locales y nacionales), dinero japonés, florines de antes de la guerra y florines de la NICA.
Debido a esta gran cantidad, el ministro de economía, Sjafruddin Prawiranegara intentó buscar la forma de reducir el suministro de dinero a la mitad. Esta reforma se decretó el 19 de marzo de 1950. Se obligó a la población a cortar por la mitad los billetes de 5 florines y superiores. Una mitad sería cambiada por un billete nuevo, y la otra sería un bono del gobierno con una obligación del 3%. Además, la mitad de todos los depósitos bancarios de más de 400 rupias estarían obligados a comprar los bonos del estado.
Como parte del cambio, el dinero local y nacional emitido por la República indonesia se desmonetizó, por lo que todos los billetes republicanos no tendrían validez tras el 1 de mayo de 1950. El primer billete de 125 rupias emitido en Java se cambió por los nuevos billetes de 1 rupia del DJB. Para las monedas locales se emplearon tasas de cambio más elevadas, ya que algunos billetes se habían devaluado muchísimo por las continuas reimpresiones del dinero del ejército. Por ejemplo, la rupia emitida en la provincia de Aceh se cambiaba de 1,75 a 1.

### 1951: Nacionalización delDe Javasche Bank. Transformación al Banco de Indonesia
Debido al deseo de eliminar las influencias del DJB, dominado por los neerlandeses, y las tensiones causadas por las negativas de los neerlandeses a transferir el territorio de la Nueva Guinea holandesa a la República, el gobierno se vio obligado a nacionalizar el banco holandés. Esta medida, anunciada el 30 de abril de 1951, supuso la anulación de la antigua Ley del Banco de Java de 1922, en la que se prevenía a los ciudadanos no neerlandeses a comprar participaciones y acciones del banco, o a mantener negocios en la bolsa de Ámsterdam. La adquisición se acordó al 120% del valor del banco (que estaba valorado en 9 millones de florines neerlandeses), además del reconocimiento de los neerlandeses de que el banco era un recurso propiamente indonesio, de ahí que la nacionalización fuera válida.
La nacionalización se completó el 15 de diciembre de 1951 y el DJB se convirtió en una institución gubernamental de Indonesia. Además de esta nacionalización, el 3 de octubre de 1951 la República aprobó un acta de emergencia sobre moneda válida, para revocar el Acta monetaria de las Indias Holandesas de 1912, que todavía estaba vigente en Indonesia. La consecuencia de esta acta fue que las antiguas monedas holandesas no tendrían ningún valor para el pago. Las monedas denominadas en rupias indonesias se acuñaron en valores de 1, 5, 10, 25 y 50 sen a cargo del gobierno indonesio. Los billetes neerlandeses de denominaciones más bajas se retirarían de la circulación. Esta acta vio la primera emisión de dinero indonesio en denominaciones de 1 y 2½ rupias para seguir en proporción sustituyendo las denominaciones menores a 5 florines y superiores a cargo del Banco Central y el gobierno.

### 1953-1958: Nacimiento del Banco de Indonesia
Para que la situación no afectase a la emisión del dinero del DJB, el gobierno completó la nacionalización del DJB cambiando el nombre a Bank Indonesia el 1 de julio de 1953 a través del Acta principal del Banco de Indonesia de 1953. El BI tenía la responsabilidad de la emisión de billetes de 5 rupias y superiores (como el anterior DJB).

### 1959-1965: Devaluación monetaria e inflación en escalada
La economía sufrió estragos por la inflación y los precios se triplicaron entre 1953 y 1959, por lo que el presidente Sukarno devaluó la moneda. El gobernador del BI, Loekman Hakim no estaba de acuerdo con esta política y fue destituido por Sutikno Slamet en julio de 1959.
Con el inesperado cambio de dirigente, el cambio oficial se devaluó el 1 de agosto de 1959 en un 75%, es decir, de 11,40 IDR a 45 IDR por dólar. Además, los billetes de 500 y 1.000 rupias se devaluaron un 90% el 24 de agosto de 1959 de 50 a 100 rupias. Los billetes afectados fueron los 500 florines de 1946 y los billetes de 500 y 1.000 rupias de 1952. Con todo esto, en septiembre de 1959 el billete más grande que circulaba en Indonesia era el de 100 rupias.

### 1965-1992: la nueva rupia. Revaluación de 1.000 a 1
La creciente inflación, que en 1961 era de un 27%, y al año siguiente se disparó a un 174% y en 1965 a un 600%, hizo que las denominaciones de los billetes se incrementaran desde las 100 rupias en septiembre de 1959 a las 10.000 rupias en 1964. Como resultado, durante la confusión política de 1965, la nueva rupia se introdujo el 13 de diciembre de 1965 con una tasa de cambio de 1.000 a 1. El índice de precios al terminar el año se calculó en 363 veces más alto que en 1968, y los precios crecieron siete veces más en los meses siguientes. Aunque la devaluación de los billetes fue de 1.000 a 1, se cree que los precios llegaron a bajar hasta 10 veces.
Esta devaluación tuvo el efecto secundario de unificar la rupia indonesia con la rupia de las islas Riau. Las denominaciones de la nueva rupia iban desde el sen hasta las 100 rupias. Posteriormente se añadieron denominaciones de 500 y 1.000 rupias.
En 1968, la nueva orden de Suharto se consolidó y se le concedió al BI el derecho único de emitir billetes (incluidos los de menor valor a 5 rupias) así como monedas (que anteriormente eran acuñadas en nombre del gobierno central). En 1970, Indonesia añadió billetes de 5.000 y 10.000 rupias mientras que una vez controlada la inflación, se reintrodujo un nuevo cono monetario que iba desde la rupia hasta las 100 rupias. En 1975 los billetes de 100 rupias y de menor denominación se empezaron a retirar de la circulación.

### 1992 en adelante: pre y post crisis financiera
En 1992 la rupia valía menos que un quinto de lo que valía en 1970, por lo que se introdujo un billete de 20.000 rupias. La crisis financiera asiática de 1997 y 1998 redujo el valor de la rupia en un 80% en unos pocos meses y fue el factor principal para el cambio de gobierno de Suharto. La rupia se cambiaba a 2.000 - 3.000 IDR por dólar, sin embargo en junio de 1998 llegó a las 16.800 IDR por dólar. La moneda, que se había mantenido relativamente estable en los años anteriores, había destruido su valor. El gobierno no tomó ninguna acción para desmonetizar o revaluar los billetes. El único cambio que se hizo fue rediseñar los billetes de 10.000 y 20.000 rupias.
En 1999 se publicó una nueva directiva para introducir un nuevo diseño de 50.000 rupias que sustituyera al billete conmemorativo de Suharto. Las denominaciones se extendieron a los billetes de 100.000 rupias, impresos en polímero y preparados para salir a la calle en noviembre de 1999. Sin embargo, estos billetes no tuvieron éxito debido a que las máquinas de contar billetes de los bancos no podían hacer el recuento correctamente, ya que el plástico hacía que se pegasen unos billetes a otros.

### 2000-2005: rediseños de todos los billetes indonesios
La directiva de 2000 trajo la introducción de un nuevo billete de 1.000 rupias, ya que las denominaciones de 100 y 500 rupias se emitieron de manera discontinua debido a la devaluación de la moneda indonesia. La directiva de 2001 rediseñó los billetes de 5.000 rupias mientras que la de 2004 sustituyó la impresión de los billetes en polímero a papel, así como introducir nuevas medidas de seguridad en los billetes de 20.000 rupias. Los cambios más recientes se han dado con la directiva de 2005, para rediseñar los billetes de 10.000 y 50.000 rupias.

## Monedas
Actualmente circulan monedas de 100, 200, 500 y 1.000 rupias. De todas formas, todas las monedas acuñadas por el BI desde los años 70 siguen siendo de curso legal.
| Últimas denominaciones | Últimas denominaciones | Últimas denominaciones | Últimas denominaciones | Últimas denominaciones | Últimas denominaciones | Últimas denominaciones | Últimas denominaciones | Últimas denominaciones | Últimas denominaciones | Últimas denominaciones                              | Últimas denominaciones                                          |
| Imagen anverso         | Imagen reverso         | Denominación           | Emisión                | Metal                  | Metal                  | Forma                  | Diámetro (mm)          | Peso (g)               | Canto                  | Anverso                                             | Reverso                                                         |
| Imagen anverso         | Imagen reverso         | Denominación           | Emisión                | Anillo                 | Centro                 | Forma                  | Diámetro (mm)          | Peso (g)               | Canto                  | Anverso                                             | Reverso                                                         |
| ---------------------- | ---------------------- | ---------------------- | ---------------------- | ---------------------- | ---------------------- | ---------------------- | ---------------------- | ---------------------- | ---------------------- | --------------------------------------------------- | --------------------------------------------------------------- |
|                        |                        | 50 Rupias              | 1999-                  | Al                     | Al                     | Circular               | 20,10                  | 1,40                   | Liso                   | Escudo de armas - BANK INDONESIA - año de acuñación | Rp 50 - Oropéndola - KEPODANG                                   |
|                        |                        | 100 Rupias             | 1999-                  | Al                     | Al                     | Circular               | 23,10                  | 1,80                   | Liso                   | Escudo de armas - BANK INDONESIA - año de acuñación | Rp 100 - Cacatúa - KAKAKTUA RAJA                                |
|                        |                        | 200 Rupias             | 2003-                  | Al                     | Al                     | Circular               | 25,00                  | 2,40                   | Liso                   | Escudo de armas - BANK INDONESIA - año de acuñación | Rp 200 - Estornino balinés - JALAK BALI                         |
|                        |                        | 500 Rupias             | 2003-                  | Al                     | Al                     | Circular               | 27,20                  | 3,11                   | Liso                   | Escudo de armas - BANK INDONESIA - año de acuñación | Rp 500 - Jazmín - BUNGA MELATI                                  |
|                        |                        | 1.000 Rupias           | 2010-                  | Cu+Ni                  | Cu+Ni+Zn               | Circular               | 26,00                  | 8,80                   | Estriado discontinuo   | Escudo de armas - BANK INDONESIA - 1000 RUPIAH      | Angklung con Gedung Sate al fondo - ANGKLUNG - año de acuñación |

| Series anteriores | Series anteriores | Series anteriores | Series anteriores | Series anteriores | Series anteriores | Series anteriores   | Series anteriores                                                       | Series anteriores                                                                                   |
| Denominación      | Emisión           | Metal             | Forma             | Diámetro (mm)     | Peso (g)          | Canto               | Anverso                                                                 | Reverso                                                                                             |
| ----------------- | ----------------- | ----------------- | ----------------- | ----------------- | ----------------- | ------------------- | ----------------------------------------------------------------------- | --------------------------------------------------------------------------------------------------- |
| 1 Rupia           | 1970              | Al                | Circular          | 22,00             | 1,40              | Liso                | Muscicapa dauurica - Rp 1                                               | 1 RUPIAH - BANK INDONESIA - año de acuñación                                                        |
| 2 Rupias          | 1970              | Al                | Circular          | 26,00             | 2,30              | Liso                | Flores - Rp 2                                                           | 2 RUPIAH - BANK INDONESIA - año de acuñación                                                        |
| 5 Rupias          | 1970              | Al                | Circular          | 28,60             | 3,10              | Liso                | Drongo real - Rp 5                                                      | 5 RUPIAH - BANK INDONESIA - año de acuñación                                                        |
| 5 Rupias          | 1974              | Al                | Circular          | 29,00             | 3,99              | Liso                | Familia - Flores - KELUARGA BERENCANA - MENUJU KESEJAHTERAAN RAKYAT     | 5 RUPIAH - BANK INDONESIA - año de acuñación                                                        |
| 5 Rupias          | 1979              | Al                | Circular          | 23,00             | 1,40              | Liso                | Familia - Flores - KELUARGA BERENCANA - MENUJU KESEJAHTERAAN RAKYAT     | 5 RUPIAH - BANK INDONESIA - año de acuñación                                                        |
| 10 Rupias         | 1971              | Cu+Ni             | Circular          | 16,00             | 1,80              | Estriado            | Espiga de arroz - Flores - Rp 10 - TINGKATKAN PRODUKSI SANDANG PANGAN   | 10 RUPIAH - BANK INDONESIA - año de acuñación                                                       |
| 10 Rupias         | 1974              | Cu+Ni+Zn          | Circular          | 22,00             | 4,00              | Liso                | Símbolo de Tabanas - MENABUNG UNTUK MENUNJUNGAN PEMBANGUNAN             | 10 RUPIAH - BANK INDONESIA - año de acuñación                                                       |
| 10 Rupias         | 1979              | Al                | Circular          | 25,00             | 1,90              | Estriado            | Símbolo de Tabanas - MENABUNG UNTUK MENUNJUNGAN PEMBANGUNAN             | 10 RUPIAH - BANK INDONESIA - año de acuñación                                                       |
| 25 Rupias         | 1971              | Cu+Ni             | Circular          | 20,00             | 3,60              | Estriado            | Victoria coronada - Rp 25                                               | 25 RUPIAH - BANK INDONESIA - año de acuñación                                                       |
| 25 Rupias         | 1994              | Al                | Circular          | 18,00             | 1,24              | Liso                | Escudo de armas - BANK INDONESIA - año de acuñación                     | Nuez moscada - Rp 25 - Buah Pala                                                                    |
| 50 Rupias         | 1971              | Cu+Ni             | Circular          | 24,00             | 6,10              | Estriado            | Ave del Paraíso - Rp 50                                                 | 50 RUPIAH - BANK INDONESIA - año de acuñación                                                       |
| 50 Rupias         | 1993              | Cu+Ni+Zn          | Circular          | 20,00             | 3,20              | Estriado            | Escudo de armas - BANK INDONESIA - año de acuñación                     | Dragón de Komodó - Rp 50 - Komodo                                                                   |
| 100 Rupias        | 1973              | Cu+Ni             | Circular          | 28,00             | 9,80              | Liso BANK INDONESIA | Casa tradicional (Rumah gadang) - Rp 100                                | 100 RUPIAH - BANK INDONESIA - año de acuñación                                                      |
| 100 Rupias        | 1978              | Cu+Ni             | Circular          | 28,00             | 7,10              | Estriado            | Casa tradicional (Rumah gadang) - 100 - SERATUS RUPIAH - BANK INDONESIA | Representación del Bosque de la Prosperidad - Rp 100 - HUTAN UNTUK KESEJAHTERAAN - año de acuñación |
| 100 Rupias        | 1993              | Cu+Ni+Zn          | Circular          | 22,00             | 4,20              | Estriado            | Escudo de armas - BANK INDONESIA - año de acuñación                     | Carrera de bueyes de Java Oriental - Rp 100 - Karapan Sapi                                          |
| 500 Rupias        | 1992              | Cu+Ni+Zn          | Circular          | 24,00             | 5,40              | Estriado            | Escudo de armas - BANK INDONESIA - año de acuñación                     | Jazmín - Rp 500 - Bunga Melati                                                                      |
| 500 Rupias        | 2000              | Cu+Ni+Zn          | Circular          | 24,00             | 5,40              | Liso                | Escudo de armas - BANK INDONESIA - año de acuñación                     | Jazmín - Rp 500 - Bunga Melati                                                                      |

## Billetes
Actualmente existen dos series de billetes en circulación: las series de 2000-2001 de 1.000 y 5.000 rupias, y las series de 2004-2005 de 10.000, 20.000, 50.000 y 100.000 rupias. Las series de 1998-1999 no son de curso legal desde el 31 de enero de 2008, sin embargo se podían cambiarse por billetes nuevos en las sucursales del BI hasta enero de 2018. Las series del régimen de Suharto tampoco son de curso legal debido a sus pésimas medidas de seguridad, y se podían cambiar por nuevos billetes en el BI hasta 2010.
Los billetes se utilizan mucho más que las monedas, incluso en transacciones pequeñas como comprar un billete de autobús. Al principio el gobierno cambiaría esta situación, anunciando la introducción de un billete de 2.000 rupias para sustituir al de 1.000 rupias, sin embargo el billete se introdujo y el billete de 1.000 rupias sigue estando en circulación. Al igual que las monedas, los billetes más antiguos por debajo de las 1.000 rupias se siguen utilizando para realizar transacciones informales.
| Series 2016 Rupia de Indonesia "Heroes Nacionales" |         |                |                 |                           |                                                  |                         |
| Imagen                                             | Imagen  | Valor          | Color principal | Descripción               | Descripción                                      | Fecha de emisión        |
| Anverso                                            | Reverso | Valor          | Color principal | Anverso                   | Reverse                                          | Fecha de emisión        |
|                                                    |         | 1.000 rupias   | Amarillo        | Tjut Meutia               | Danza Tifa y Banda Neira                         | 19 de diciembre de 2016 |
|                                                    |         | 2.000 rupias   | Gris            | Mohammad Husni Thamrin    | Danza Piring y el Cañón Sianok                   | 19 de diciembre de 2016 |
|                                                    |         | 5.000 rupias   | Marrón claro    | Idham Chalid              | Danza Gambyong y Monte Bromo                     | 19 de diciembre de 2016 |
|                                                    |         | 10.000 rupias  | Morado          | Frans Kaisiepo            | Danza Pakarena y Parque nacional marino Wakatobi | 19 de diciembre de 2016 |
|                                                    |         | 20.000 rupias  | Verde azulado   | Sam Ratulangi             | Danza Gong y Islas Derawan                       | 19 de diciembre de 2016 |
|                                                    |         | 50.000 rupias  | Azul            | Djuanda Kartawidjaja      | Danza Legong y Parque nacional de Komodo         | 19 de diciembre de 2016 |
|                                                    |         | 75.000 rupias  | Rojo y blanco   | Soekarno y Mohammad Hatta | niños vestidos con ropas tradicionales, satélite | 18 de agosto de 2020    |
|                                                    |         | 100.000 rupias | Rosa rojizo     | Soekarno y Mohammad Hatta | Danza Topeng Betawi y Raja Ampat                 | 19 de diciembre de 2016 |